# Hangcsou–Fucsou–Sencsen nagysebességű vasútvonal
A Hangcsou–Fucsou–Sencsen nagysebességű vasútvonal (东南沿海快速通道 vagy 东南沿海铁路) egyike Kína nyolc nagysebességű vasútvonalának. A vonal 1745 km hosszú, kétvágányú, 25 kV 50 Hz-cel villamosított, normál nyomtávolságú. Hat részből áll.

## Részei
| Vonal                                            | Tulajdonságok                                                            | Maximális sebesség (km/h) | Hossz (km) | Építkezés kezdete | Megnyitás  |
| ------------------------------------------------ | ------------------------------------------------------------------------ | ------------------------- | ---------- | ----------------- | ---------- |
| Hangcsou–Fucsou–Sencsen nagysebességű vasútvonal | Nagysebességű vasútvonal Sanghaj és Sencsen között, mely hat részből áll | 200- 350                  | 1745       | 2005-08-01        | 2012 után  |
| Sanghaj–Hangcsou nagysebességű vasútvonal        |                                                                          | 350                       | 150        | 2009-02-26        | 2010-10-26 |
| Hangcsou–Ningpo nagysebességű vasútvonal         |                                                                          | 350                       | 152        | 2009-04           | 2011-12    |
| Ningpo–Tajcsou–Vencsou-vasútvonal                |                                                                          | 250                       | 268        | 2005-10-27        | 2009-09-28 |
| Vencsou–Fucsou-vasútvonal                        |                                                                          | 250                       | 298        | 2005-01-08        | 2009-09-28 |
| Fucsou–Hsziamen-vasútvonal                       |                                                                          | 250                       | 275        | 2005-10-01        | 2010-04-26 |
| Hsziamen–Sencsen-vasútvonal                      |                                                                          | 250                       | 502        | 2007-11-23        | 2013-12-28 |